# Einsteinova konstanta
Einsteinova konstanta (ali Einsteinova gravitacijska konstanta (oznaka {\displaystyle \kappa '\!\,} (kapa), je v fiziki sklopitvena konstanta, ki se pojavlja v Einsteinovih enačbah polja. Enačba se lahko zapiše kot:
{\displaystyle G^{\alpha \gamma }=\kappa 'T^{\alpha \gamma }\!\,,}
kjer je {\displaystyle G^{\alpha \gamma }\!\,} Einsteinov tenzor, {\displaystyle T^{\alpha \gamma }\!\,} pa kontravariantni napetostno-energijski tenzor za snov.
Ta enačba povezuje ukrivljenost prostora in časa, kjer napetostni tenzor povzroča motnjo prostor-časa in s tem gravitacijo. Einstein je v svojih enačbah polja uporabil Newtonov splošni gravitacijski zakon in konstanta {\displaystyle \kappa '\!\,} je neposredno povezana z gravitacijsko konstanto {\displaystyle \kappa \!\,} (označeno tudi kot {\displaystyle G\!\,} in {\displaystyle {\mathcal {G}}\ }):
{\displaystyle \kappa '={\frac {8\pi \kappa }{c^{2}}}\approx 1,866\cdot 10^{-26}{\rm {\ m\ kg^{-1}}}\!\,.}
Zapis Einsteinove konstante je odvisen od tega kako je definiran napetostni tenzor, tako da so Einsteinove enačbe polja vedno invarianta. Druga možnost izbire za {\displaystyle T\!\,} da zapis konstante:
{\displaystyle \kappa '={\frac {8\pi \kappa }{c^{4}}}\approx 2,076\,579\cdot 10^{-43}{\rm {\ s^{2}\ {\rm {m^{-1}\ kg^{-1}\ \left(ali\ m\ J^{-1}\right)}}}}\!\,.}
(glej § Dve možni obliki spodaj za podrobnosti).
V Planckovem sistemu enot ({\displaystyle \kappa =c=1\!\,}) je Einsteinova konstanta enaka:
{\displaystyle \kappa '^{\rm {P}}=8\pi \!\,}
in je tako brezrazsežna količina podobno kot gravitacijska sklopitvena konstanta {\displaystyle \alpha _{\kappa }\!\,}.

## Izračun in izpeljava
Za izračun in izpeljavo Einsteinove konstante se na začetku vzame enačba polja, kjer je kozmološka konstanta {\displaystyle \ Lambda\!\,} enaka nič, kar odgovarja statičnemu modelu Vesolja. Nato se vzame newtonovski približek šibkega gravitacijskega polja in majhne hitrosti v primerjavi s hitrostjo svetlobe.
Na koncu izhaja splošni gravitacijski zakon in njegova posledica Poissonova enačba.
V tem približku se Poissonova enačba pojavi kot približevalna oblika enačbe polja (oziroma se enačba polja pojavi kot posplošitev Poissonove enačbe). Od tod izhaja izraz za Einsteinovo konstanto, povezano s količinama {\displaystyle \kappa \!\,} in {\displaystyle c\!\,}.

### Einsteinove enačbe polja v nepraznem prostoru
Za opis geometrije prostora v prisotnosti energijskega polja je treba sestaviti ustrezni tenzor. Einstein je predlagal takšno enačbo leta 1917, zapisano kot:
{\displaystyle G^{\alpha \gamma }+\Lambda g^{\alpha \gamma }=(\mathrm {konst.} )\,T^{\alpha \gamma }\!\,.}
Pri tem {\displaystyle \mathrm {konst.} \!\,} predstavlja Einsteinovo konstanto. Kozmološka konstanta {\displaystyle \Lambda \!\,} se pri tem vzame enaka 0. Ena od zahtev za značilnosti gravitacijskih enačb je, da se poenostavijo na enačbe polja s prostim prostorom, ko je gostota energije v prostoru {\displaystyle T^{\alpha \gamma }\!\,} enaka 0, in zato je enaka 0 tudi kozmološka konstanta {\displaystyle \Lambda \!\,} v tej enačbi. Tako je enačba polja enaka:
{\displaystyle G^{\alpha \gamma }=\left(R^{\alpha \gamma }-{\tfrac {1}{2}}g^{\alpha \gamma }R\right)=\kappa 'T^{\alpha \gamma }\!\,,}
kjer je {\displaystyle R^{\alpha \gamma }\!\,} Riccijev tenzor, {\displaystyle g^{\alpha \gamma }\!\,} metrični tenzor, {\displaystyle R\!\,} pa skalarna ukrivljenost (Riccijev skalar).
Enačba se lahko zapiše v drugi obliki s kontrakcijo tenzorskih indeksov:
{\displaystyle {R^{\alpha }}_{\alpha }-{\tfrac {1}{2}}{g^{\alpha }}_{\alpha }R=\kappa '{T^{\alpha }}_{\alpha }\!\,.}
Tako je:
{\displaystyle R=-{\kappa T^{\alpha }}_{\alpha }=-\kappa 'T\!\,,}
kjer je {\displaystyle T\!\,} skalar {\displaystyle {T^{\alpha }}_{\alpha }\!\,}, imenovan tudi Lauejev skalar.
S tem rezultatom se lahko enačba polja zapiše kot:
| {\displaystyle R^{\alpha \gamma }=\kappa '\left(T^{\alpha \gamma }-{\tfrac {1}{2}}g^{\alpha \gamma }T\right)\!\,.} |

### Klasična meja gravitacijskih enačb
Enačbe polja so poslošitev Poissonove enačbe klasičnega polja. Poenostavitev na klasično mejo, ki je hkrati tudi preskus veljavnosti enačb polja, da stranski produkt vrednost konstante {\displaystyle \kappa '\!\,}.
{\displaystyle |i\!\,} in {\displaystyle |i|j\!\,} zaporedoma označujejo parcialne odvode {\displaystyle {\tfrac {\partial }{\partial x^{i}}}\!\,} in {\displaystyle {\tfrac {\partial ^{2}}{\partial x^{i}\partial x^{j}}}\!\,}. Tako {\displaystyle |i|i\!\,} pomeni {\displaystyle {\tfrac {\partial ^{2}}{(\partial {x^{i}})^{2}}}\!\,}.
Naj se polje snovi z majhno lastno gostoto {\displaystyle \rho \!\,} giba z nizko hitrostjo. Napetostni tenzor se lahko zapiše kot:
{\displaystyle T_{\mu \nu }=\rho {\begin{pmatrix}1&{\dfrac {v_{x}}{c}}&{\dfrac {v_{y}}{c}}&{\dfrac {v_{z}}{c}}\\{\dfrac {v_{x}}{c}}&{\dfrac {v_{x}^{2}}{c^{2}}}&{\dfrac {v_{x}v_{y}}{c^{2}}}&{\dfrac {v_{x}v_{z}}{c^{2}}}\\{\dfrac {v_{y}}{c}}&{\dfrac {v_{y}v_{x}}{c^{2}}}&{\dfrac {v_{y}^{2}}{c^{2}}}&{\dfrac {v_{y}v_{z}}{c^{2}}}\\{\dfrac {v_{z}}{c}}&{\dfrac {v_{z}v_{x}}{c^{2}}}&{\dfrac {v_{z}v_{y}}{c^{2}}}&{\dfrac {v_{z}^{2}}{c^{2}}}\end{pmatrix}}\!\,.}
Če se zanemarijo členi reda {\displaystyle (v/c)^{2}\!\,} in {\displaystyle \rho (v/c)\!\,}, ima tenzor obliko:
{\displaystyle T_{\mu \nu }={\begin{pmatrix}\rho _{0}&0&0&0\\0&0&0&0\\0&0&0&0\\0&0&0&0\end{pmatrix}}\!\,.}
Pri tem se privzame, da je tok stacionaren in se pričakuje, da bo metrika časovno neodvisna. Vzemejo se koordinate posebne teorije relativnosti {\displaystyle ct,x,y,z\!\,}, ki se jih zapiše kot {\displaystyle x^{0},x^{1},x^{2},x^{3}\!\,}. Prva koordinata je čas, druge tri pa so prostorske koordinate.
S perturbacijsko metodo se obravnava metrika v obliki dvočlene vsote. Prvi člen je Lorentzeva metrika {\displaystyle \eta _{\mu \nu }\!\,}, ki je metrika prostora Minkowskega in krajevno ravna. Takšna formulacija da:
{\displaystyle \mathrm {d} s^{2}=\left(\mathrm {d} x^{0}\right)^{2}-\left(\mathrm {d} x^{1}\right)^{2}-\left(\mathrm {d} x^{2}\right)^{2}-\left(\mathrm {d} x^{3}\right)^{2}\!\,.}
Drugi člen odgovarja majhni motnji (zaradi prisotnosti gravitacijskega telesa) in je tudi časovno neodvisen:
{\displaystyle \varepsilon \gamma _{\mu \nu }\!\,.}
Tako se metrika zapiše kot:
{\displaystyle g_{\mu \nu }=\eta _{\mu \nu }+\varepsilon \gamma _{\mu \nu }\!\,.}
Kvadrat elementa dolžine loka je potem:
{\displaystyle \mathrm {d} s^{2}=\left(\mathrm {d} x^{0}\right)^{2}-\left(\mathrm {d} x^{1}\right)^{2}-\left(\mathrm {d} x^{2}\right)^{2}-\left(\mathrm {d} x^{3}\right)^{2}+\varepsilon \gamma _{\mu \nu }\mathrm {d} x^{\mu }\mathrm {d} x^{\nu }\!\,.}
Če se zanemarijo členi reda {\displaystyle \varepsilon \rho _{0}\!\,}, je Lauejev skalar {\displaystyle T_{\mu }^{\mu }\!\,} enak:
{\displaystyle T_{\mu }^{\mu }=\operatorname {Tr} {\begin{pmatrix}\rho _{0}&0&0&0\\0&0&0&0\\0&0&0&0\\0&0&0&0\end{pmatrix}}=\rho _{0}\!\,.}
Tako ima desna stran enačb polja vse majhne količine v prvem redu {\displaystyle \rho _{0}\!\,}, {\displaystyle v/c\!\,} in {\displaystyle \varepsilon \gamma _{\mu \nu }\!\,}, da se zapiše:
{\displaystyle {\begin{aligned}C\left(T_{\mu \nu }-{\tfrac {1}{2}}g_{\mu \nu }T\right)&\simeq C\left(T_{\mu \nu }-{\tfrac {1}{2}}g_{\mu \nu }T\right)\\&\simeq C\left[{\begin{pmatrix}\rho _{0}&0&0&0\\0&0&0&0\\0&0&0&0\\0&0&0&0\end{pmatrix}}-{\frac {1}{2}}{\begin{pmatrix}\rho _{0}&0&0&0\\0&-\rho _{0}&0&0\\0&0&-\rho _{0}&0\\0&0&0&-\rho _{0}\end{pmatrix}}\right]\\&\simeq {\frac {C\rho _{0}}{2}}\delta _{\mu \nu }\!\,.\end{aligned}}}
Če se zanemari člene drugega reda v {\displaystyle \varepsilon \gamma _{\mu \nu }\!\,}, se dobi približna oblika za skrčeni Riemannov tenzor:
{\displaystyle R_{\mu \nu }\cong {\tfrac {1}{2}}\left[\ln(-g)\right]_{|\mu |\nu |}-[\mu \nu ,\beta ]_{|\beta }\!\,.}
Tako se lahko približne enačbe polja zapišejo kot:
{\displaystyle {\tfrac {1}{2}}\left[\ln(-g)\right]_{|\mu |\nu |}-[\mu \nu ,\beta ]_{|\beta }={\frac {\kappa '\rho _{0}}{2}}\delta _{\mu \nu }\!\,.}
V prvem primeru je {\displaystyle \mu =\nu =0\!\,}. Ker je metrika časovno neodvisna, je prvi člen zgornje enačbe enak 0. Kar ostane je:
{\displaystyle [00,\beta ]_{|\beta }=\left(g^{\alpha \beta }\left[00,\alpha \right]\right)_{|\beta }=-{\frac {\kappa '\rho _{0}}{2}}\!\,.}
Christoffelov simbol prve vrste je definiran kot:
{\displaystyle \left[00,\alpha \right]={\tfrac {1}{2}}\left(g_{0\alpha |0}+g_{\alpha 0|0}-g_{00|\alpha }\right)\!\,.}
Ker je Lorentzeva metrika konstantna prostorsko in časovno, se to poenostavi na:
{\displaystyle \left[00,\alpha \right]=-{\frac {\varepsilon }{2}}\gamma _{00|\alpha }\!\,.}
Časovno neodvisen je tudi {\displaystyle \gamma _{\mu \nu }\!\,}, tako da je {\displaystyle \left[00,0\right]\!\,} enak nič. Če se zanemari člene drugega reda v perturbacijskem členu {\displaystyle \varepsilon \gamma _{\mu \nu }\!\,}, izhaja:
{\displaystyle g^{\beta \alpha }\left[00,\alpha \right]={\frac {\varepsilon }{2}}\gamma _{00|\beta }\!\,,}
kar je enako nič za {\displaystyle \beta =0\!\,} (kar potem odgovarja odvodu po času). To se vstavi v zgornjo enačbo, kar da priblžno enačbo polja za {\displaystyle \gamma _{00}}:
{\displaystyle \varepsilon \sum _{\beta =0}^{3}\gamma _{00|\beta |\beta }=-\kappa '\rho _{0}\!\,,}
ali z neoporečnostjo časovne neodvisnosti:
{\displaystyle \varepsilon \sum _{\beta =1}^{3}\gamma _{00|\beta |\beta }=-\kappa '\rho _{0}\!\,.}
Takšen zapis je le dogovor. Enačba se lahko zapiše kot:
{\displaystyle {\begin{aligned}\sum _{\beta =0}^{3}\gamma _{00|\beta |\beta }&=\sum _{i=1}^{3}{\frac {\partial ^{2}\gamma _{00}}{\partial {x_{\beta }}^{2}}}\\&={\frac {\partial ^{2}\gamma _{00}}{\partial {x_{1}}^{2}}}+{\frac {\partial ^{2}\gamma _{00}}{\partial {x_{2}}^{2}}}+{\frac {\partial ^{2}\gamma _{00}}{\partial {x_{3}}^{2}}}=-\kappa '\rho _{0}\!\,,\end{aligned}}}
kar se lahko poistoveti s Poissonovo enačbo, če se zapiše:
{\displaystyle -{\frac {\varepsilon \gamma _{00}}{\kappa '}}={\frac {\varphi }{4\pi \kappa }}\!\,.}
Na ta način izhaja, da je klasična teorija (Poissonova enačba) mejni primer (šibko polje, majhne hitrosti glede na hitrost svetlobe) teorije relativnosti, kjer je metrika časovno neodvisna.
Zaradi celovitosti je treba gravitacijo obravnavati kot metrični pojav. Brez računskih podrobnosti je podan najenostavnejši opis celotnega izračuna. Spet se izhaja iz zmotene Lorentzeve metrike:
{\displaystyle g_{\mu \nu }=\eta _{\mu \nu }+\varepsilon \gamma _{\mu \nu }\!\,}
in zapisano eksplicitno:
{\displaystyle \mathrm {d} s^{2}=\left(\mathrm {d} x^{0}\right)^{2}-\left(\mathrm {d} x^{1}\right)^{2}-\left(\mathrm {d} x^{2}\right)^{2}-\left(\mathrm {d} x^{3}\right)^{2}+\varepsilon \gamma _{\mu \nu }\mathrm {d} x^{\mu }\mathrm {d} x^{\nu }\!\,.}
Naj je hitrost {\displaystyle v\!\,} majhna v primerjavi s hitrostjo svetlobe {\displaystyle c\!\,} z majhnim parametrom {\displaystyle \beta =v/c\!\,}. Tako je:
{\displaystyle x^{0}=ct\!\,.}
Lahko se zapiše:
{\displaystyle {\begin{aligned}\left({\frac {\mathrm {d} s}{\mathrm {d} t}}\right)^{2}&=c^{2}-v^{2}+\varepsilon \gamma _{\mu \nu }{\frac {\mathrm {d} x^{\mu }}{\mathrm {d} t}}{\frac {\mathrm {d} x^{\nu }}{\mathrm {d} t}}\\&=c^{2}\left(1-\beta ^{2}+\varepsilon \gamma _{\mu \nu }{\frac {\mathrm {d} x^{\mu }}{\mathrm {d} x^{0}}}{\frac {\mathrm {d} x{^{\nu }}}{\mathrm {d} x^{0}}}\right)\!\,.\end{aligned}}}
Če se upoštevajo le členi prve stopnje pri {\displaystyle \beta \!\,} in {\displaystyle \varepsilon \!\,}, izhaja:
{\displaystyle \left({\frac {\mathrm {d} s}{\mathrm {d} t}}\right)^{2}\cong c^{2}\left(1+\varepsilon \gamma _{00}\right)\!\,.}
Nato se kot klasični izračun zapiše sistem diferencialnih enačb, kar da geodetke. Izračunajo se Christoffelovi simboli. Enačba geodetk postane:
{\displaystyle {\frac {\mathrm {d} ^{2}x^{\alpha }}{\mathrm {d} t^{2}}}+[00,\alpha ]c^{2}=0\!\,.}
Približna oblika Christoffelovega simbola je:
{\displaystyle [00,i]={\tfrac {1}{2}}\varepsilon \gamma _{00|i}\!\,.}
To se vstavi v zgornjo enačbo geodetk, kar da:
{\displaystyle \displaystyle {\frac {\mathrm {d} ^{2}x^{i}}{\mathrm {d} t^{2}}}=-{\frac {c^{2}}{2}}\varepsilon \gamma _{00|i}\!\,.}
To je vektorska enačba. Ker je metrika časovno neodvisna, se upoštevajo le prostorske spremenljivke. Tako je drugi član enačbe gradient.
Če se označi vektor lege s črko {\displaystyle X\!\,} in gradient z vektorjem {\displaystyle \nabla \!\,}, se lahko zapiše:
{\displaystyle \displaystyle {\frac {\mathrm {d} ^{2}X}{\mathrm {d} t^{2}}}={\frac {c^{2}}{2}}\varepsilon \gamma _{00}\!\,.}
To ni nič drugega kot splošni gravitacijski zakon v klasični newtonovski teoriji, ki izhaja iz gravitacijskega potenciala {\displaystyle \varphi \!\,}, če se zapiše:
{\displaystyle \varphi =-{\frac {c^{2}}{2}}\varepsilon \nabla \gamma _{00}\!\,.}
Nasprotno velja, da če se postavi gravitacijski potencial {\displaystyle \varphi \!\,}, bo gibanje delca sledilo geodetki prostor-časa, če ima prvi člen metričnega tenzorja obliko:
{\displaystyle g_{00}=1+{\frac {2\varphi }{c^{2}}}\!\,.}
Ta korak je pomemben. Splošni gravitacijski zakon nastopa kot posebni vidik splošne teorije relativnosti z dvojnim približkom:
- šibko gravitacijsko polje
- majhne hitrosti v primerjavi s hitrostjo svetlobe

Z zgornjim računom so se pojavile naslednje izjave:
- metrika {\displaystyle g\!\,}, rešitev Einsteinove enačbe polja (s kozmološko konstanto {\displaystyle \Lambda \!\,} enako nič).
- ta metrika bo šibka motnja v zvezi z Lorentzevo metriko {\displaystyle \eta \!\,} (relativistični in ravni prostor).
- perturbacijski člen ne bo odvisen od časa. Ker tudi Lorentzeva metrika ni odvisna od časa, je tudi metrika {\displaystyle g\!\,} časovno neodvisna.
- razvoj v vrsto da linearizacijo Einsteinovih enačb polja.
- ta linearizirana oblika se poišče za poistovetenje Poissonove enačbe, ker je polje ukrivljenost, ki povezuje perturbacijski člen z metriko in gravitacijski potencial po zvezi:

{\displaystyle \varphi ={\frac {c^{2}}{2}}\varepsilon \gamma _{00}\!\,.}
To da vrednost konstante {\displaystyle \kappa '\!\,}, imenovane »Einsteinova konstanta« in ta ni kozmološka konstanta {\displaystyle \Lambda \!\,} ali hitrost svetlobe {\displaystyle c\!\,}:
{\displaystyle \kappa '={\frac {8\pi \kappa }{c^{2}}}\!\,.}
Tako se lahko Einsteinova enačba polja zapiše kot:
{\displaystyle G^{\alpha \gamma }+\Lambda g^{\alpha \gamma }={\frac {8\pi \kappa }{c^{2}}}T^{\alpha \gamma }\!\,.}

## Dve možni obliki
Če so se zanemarili členi reda {\displaystyle (v/c)^{2}\!\,} in {\displaystyle \rho (v/c)\!\,}, se je videlo da se lahko Lauejev skalar zapiše kot:
{\displaystyle T_{\mu }^{\mu }=\operatorname {Tr} {\begin{pmatrix}\rho _{0}&0&0&0\\0&0&0&0\\0&0&0&0\\0&0&0&0\end{pmatrix}}=\rho _{0}\!\,.}
kar da odgovarjajočo Einsteinovo konstanto:
{\displaystyle \kappa '={\frac {8\pi \kappa }{c^{2}}}\!\,.}
Druga veljavna izbira zapisa oblike napetostnega tenzorja je:
{\displaystyle T_{\mu \nu }=\rho {\begin{pmatrix}c^{2}&v_{x}c&v_{y}c&v_{z}c\\v_{x}c&v_{x}^{2}&v_{x}v_{y}&v_{x}v_{z}\\v_{y}c&v_{y}v_{x}&v_{y}^{2}&v_{y}v_{z}\\v_{z}c&v_{z}v_{x}&v_{z}v_{y}&v_{z}^{2}\end{pmatrix}}}
Če se zanemarijo členi enakih redov, je ustrezni Lauejev skalar enak:
{\displaystyle T_{\mu }^{\mu }=\operatorname {Tr} {\begin{pmatrix}\rho _{0}c^{2}&0&0&0\\0&0&0&0\\0&0&0&0\\0&0&0&0\end{pmatrix}}=\rho _{0}c^{2}\!\,,}
ki vsebuje dodatni člen {\displaystyle c^{2}\!\,}, tako da je potem odgovarjajoča Einsteinova konstanta v enačbah polja enaka:
{\displaystyle \kappa '={\frac {8\pi \kappa }{c^{4}}}\!\,.}
To je le vprašanje podobnih izbir, saj so za oba načina zapisa Einsteinove enačbe polja enake.

## O konstantah
Divergenca Einsteinove enačbe polja je enaka nič. Ničelna divergenca napetostnega tenzorja je geometrijski izraz ohranitvenega zakona. Tako se zdi, da se konstante v Einsteinovi enačni ne morejo spreminjati, drugače ta postulat ne bi veljal.
Ker pa je Einsteinova konstanta izračunana na podlagi časovno neodvisne metrike, to nikakor ne zahteva, da morata biti {\displaystyle \kappa \!\,} in {\displaystyle c\!\,} sami nespremenljivi konstanti. Edini postulat, izpeljan iz ohranitve energije, je, da mora biti razmerje {\displaystyle \kappa /c^{2}\!\,} konstantno. Odvisno od izbire naravnih enot se lahko to razmerje postavi na določeno konstantno vrednost – predmet meritve pa je brezrazsežna gravitacijska sklopitvena konstanta, sprememba pri kateri se ne bi prekršila ohranitev četverca gibalne količine.